# Zdenko Verdenik
Zdenko Verdenik (Ptuj, 2 maggio 1949) è un allenatore di calcio sloveno.

## Palmarès

### Competizioni nazionali
- Campionato sloveno: 1

Olimpia Lubiana: 1994-1995
- Supercoppa di Slovenia: 1

Olimpia Lubiana: 1995